# فاطمه سلطان (دختر سلیم دوم)
فاطمه سلطان، (تولد ۱۵۵۸ قونیه -- مرگ اکتبر ۱۵۸۰ استانبول) دختر چهارم سلطان سلیم دوم و نوه سلطان سلیمان قانونی و خرم سلطان بود. او خواهر کوچکتر سلطان مراد سوم و عمه سلطان محمد سوم بود.
فاطمه در سال ۱۵۵۸ در قونیه متولد شد. مادر او ناشناخته است اما برخی از منابع نوربانو سلطان را مادر او بیان کرده‌اند. فاطمه سلطان در سال ۱۵۷۴ با داماد سیاووش پاشا ازدواج کرد و ثمره این ازدواج سه پسر و یک دختر بود. فاطمه سلطان سرانجام در اکتبر سال ۱۵۸۰ به دلیل زایمان سخت فوت شد. او در مقبره پدرش در مسجد ایاصوفیه دفن گردید.